# Hélder Costa
Hélder Wander Sousa Azevedo Costa, noto semplicemente come Hélder Costa (Luanda, 12 gennaio 1994), è un calciatore angolano con cittadinanza portoghese, attaccante svincolato.

## Caratteristiche tecniche
È un esterno sinistro che può giocare anche da trequartista.

## Carriera

### Club

#### Benfica B
Nato a Luanda, in Angola, Hélder Costa viene prelevato dalle giovanili del Benfica all'età di dieci anni, nel 2004. L'11 agosto 2012 fa il suo debutto tra i professionisti col Benfica B, giocando 72 minuti nel ruolo di ala una partita contro il Braga B di Segunda Liga. Segna la prima rete della sua carriera professionistica il 23 agosto 2013, nell'incontro vinto 3-0 in casa contro il Portimonense. Sarà uno dei suoi otto gol stagionali, tra cui quello del 23 novembre 2013 nella vittoria per 4-3 contro l'Oliveirense, partita nella quale viene pure espulso.

## Statistiche

### Presenze e reti nei club
Statistiche aggiornate al 1º agosto 2021.
| Stagione             | Squadra              | Campionato           | Campionato | Campionato | Coppe nazionali | Coppe nazionali | Coppe nazionali | Coppe continentali | Coppe continentali | Coppe continentali | Altre coppe | Altre coppe | Altre coppe | Totale | Totale |
| Stagione             | Squadra              | Comp                 | Pres       | Reti       | Comp            | Pres            | Reti            | Comp               | Pres               | Reti               | Comp        | Pres        | Reti        | Pres   | Reti   |
| -------------------- | -------------------- | -------------------- | ---------- | ---------- | --------------- | --------------- | --------------- | ------------------ | ------------------ | ------------------ | ----------- | ----------- | ----------- | ------ | ------ |
| 2012-2013            | Benfica B            | SL                   | 12         | 0          | -               | -               | -               | -                  | -                  | -                  | -           | -           | -           | 12     | 0      |
| 2013-2014            | Benfica B            | SL                   | 37         | 8          | -               | -               | -               | -                  | -                  | -                  | -           | -           | -           | 37     | 8      |
| 2014-gen. 2015       | Benfica B            | SL                   | 23         | 7          | -               | -               | -               | -                  | -                  | -                  | -           | -           | -           | 23     | 7      |
| Totale Benfica B     | Totale Benfica B     | Totale Benfica B     | 72         | 15         |                 | -               | -               |                    | -                  | -                  |             | -           | -           | 72     | 15     |
| 2013-2014            | Benfica              | PL                   | 0          | 0          | TP+CdL          | 0+1             | 0               | UCL+UEL            | 0+0                | 0                  | -           | -           | -           | 1      | 0      |
| 2014-gen. 2015       | Benfica              | PL                   | 0          | 0          | TP+CdL          | 0+0             | 0               | UCL                | 0                  | 0                  | -           | -           | -           | 0      | 0      |
| Totale Benfica       | Totale Benfica       | Totale Benfica       | 0          | 0          |                 | 1               | 0               |                    | 0                  | 0                  |             | -           | -           | 1      | 0      |
| gen.-giu. 2015       | Deportivo La Coruña  | PD                   | 6          | 0          | CR              | -               | -               | -                  | -                  | -                  | -           | -           | -           | 6      | 0      |
| 2015-2016            | Monaco               | L1                   | 25         | 3          | CF+CdL          | 3+0             | 2+0             | UCL+UEL            | 0                  | 0                  | -           | -           | -           | 28     | 5      |
| ago. 2016-2017       | Wolverhampton        | FLC                  | 35         | 10         | FACup+CdL       | 3+2             | 1+1             | -                  | -                  | -                  | -           | -           | -           | 40     | 12     |
| 2017-2018            | Wolverhampton        | FLC                  | 36         | 5          | FACup+CdL       | 2+1             | 0               | -                  | -                  | -                  | -           | -           | -           | 39     | 5      |
| 2018-2019            | Wolverhampton        | PL                   | 25         | 1          | FACup+CdL       | 4+1             | 0+1             | -                  | -                  | -                  | -           | -           | -           | 30     | 2      |
| Totale Wolverhampton | Totale Wolverhampton | Totale Wolverhampton | 96         | 16         |                 | 13              | 3               |                    | -                  | -                  |             | -           | -           | 119    | 19     |
| 2019-2020            | Leeds Utd            | FLC                  | 43         | 4          | FACup+CdL       | 1+2             | 0+1             | -                  | -                  | -                  | -           | -           | -           | 46     | 5      |
| 2020-2021            | Leeds Utd            | PL                   | 22         | 3          | FACup+CdL       | 1+0             | 0               | -                  | -                  | -                  | -           | -           | -           | 23     | 3      |
| Totale Leeds Utd     | Totale Leeds Utd     | Totale Leeds Utd     | 65         | 7          |                 | 4               | 1               |                    | -                  | -                  |             | -           | -           | 69     | 8      |
| Totale carriera      | Totale carriera      | Totale carriera      | 264        | 41         |                 | 21              | 6               |                    | 0                  | 0                  |             | -           | -           | 285    | 47     |

### Cronologia presenze e reti in nazionale
| Cronologia completa delle presenze e delle reti in nazionale ― Angola | Cronologia completa delle presenze e delle reti in nazionale ― Angola | Cronologia completa delle presenze e delle reti in nazionale ― Angola | Cronologia completa delle presenze e delle reti in nazionale ― Angola | Cronologia completa delle presenze e delle reti in nazionale ― Angola | Cronologia completa delle presenze e delle reti in nazionale ― Angola | Cronologia completa delle presenze e delle reti in nazionale ― Angola | Cronologia completa delle presenze e delle reti in nazionale ― Angola |
| Data                                                                  | Città                                                                 | In casa                                                               | Risultato                                                             | Ospiti                                                                | Competizione                                                          | Reti                                                                  | Note                                                                  |
| --------------------------------------------------------------------- | --------------------------------------------------------------------- | --------------------------------------------------------------------- | --------------------------------------------------------------------- | --------------------------------------------------------------------- | --------------------------------------------------------------------- | --------------------------------------------------------------------- | --------------------------------------------------------------------- |
| 12-11-2021                                                            | Luanda                                                                | Angola                                                                | 2 – 2                                                                 | Egitto                                                                | Qual. Mondiali 2022                                                   | 1                                                                     | 89’                                                                   |
| 16-11-2021                                                            | Bengasi                                                               | Libia                                                                 | 1 – 1                                                                 | Angola                                                                | Qual. Mondiali 2022                                                   | -                                                                     |                                                                       |
| 26-3-2022                                                             | Rio Maior                                                             | Angola                                                                | 3 – 2                                                                 | Guinea-Bissau                                                         | Amichevole                                                            | -                                                                     |                                                                       |
| 29-3-2022                                                             | Óbidos                                                                | Angola                                                                | 0 – 0                                                                 | Guinea Equatoriale                                                    | Amichevole                                                            | -                                                                     |                                                                       |
| 1-6-2022                                                              | Luanda                                                                | Angola                                                                | 2 – 1                                                                 | Rep. Centrafricana                                                    | Qual. Coppa d'Africa 2023                                             | -                                                                     |                                                                       |
| 5-6-2022                                                              | Antananarivo                                                          | Madagascar                                                            | 1 – 1                                                                 | Angola                                                                | Qual. Coppa d'Africa 2023                                             | -                                                                     | 82’                                                                   |
| 23-3-2023                                                             | Kumasi                                                                | Ghana                                                                 | 1 – 0                                                                 | Angola                                                                | Qual. Coppa d'Africa 2023                                             | -                                                                     | 88’                                                                   |
| 27-3-2023                                                             | Luanda                                                                | Angola                                                                | 1 – 1                                                                 | Ghana                                                                 | Qual. Coppa d'Africa 2023                                             | -                                                                     | 68’                                                                   |
| 7-9-2023                                                              | Lubango                                                               | Angola                                                                | 0 – 0                                                                 | Madagascar                                                            | Qual. Coppa d'Africa 2023                                             | -                                                                     | 46’                                                                   |
| 13-10-2023                                                            | Faro                                                                  | Angola                                                                | 1 – 1                                                                 | Mozambico                                                             | Amichevole                                                            | -                                                                     | 46’ 59’                                                               |
| Totale                                                                |                                                                       | Presenze                                                              | 10                                                                    |                                                                       | Reti                                                                  | 1                                                                     |                                                                       |

| Cronologia completa delle presenze e delle reti in nazionale ― Portogallo | Cronologia completa delle presenze e delle reti in nazionale ― Portogallo | Cronologia completa delle presenze e delle reti in nazionale ― Portogallo | Cronologia completa delle presenze e delle reti in nazionale ― Portogallo | Cronologia completa delle presenze e delle reti in nazionale ― Portogallo | Cronologia completa delle presenze e delle reti in nazionale ― Portogallo | Cronologia completa delle presenze e delle reti in nazionale ― Portogallo | Cronologia completa delle presenze e delle reti in nazionale ― Portogallo |
| Data                                                                      | Città                                                                     | In casa                                                                   | Risultato                                                                 | Ospiti                                                                    | Competizione                                                              | Reti                                                                      | Note                                                                      |
| ------------------------------------------------------------------------- | ------------------------------------------------------------------------- | ------------------------------------------------------------------------- | ------------------------------------------------------------------------- | ------------------------------------------------------------------------- | ------------------------------------------------------------------------- | ------------------------------------------------------------------------- | ------------------------------------------------------------------------- |
| 14-10-2018                                                                | Londra                                                                    | Scozia                                                                    | 1 – 3                                                                     | Portogallo                                                                | Amichevole                                                                | 1                                                                         |                                                                           |
| Totale                                                                    |                                                                           | Presenze                                                                  | 1                                                                         |                                                                           | Reti                                                                      | 1                                                                         |                                                                           |

## Palmarès

### Club

#### Competizioni nazionali
- Coppa di Lega portoghese: 1

Benfica: 2013-2014
- Football League Championship: 2

Wolverhampton: 2017-2018
Leeds United: 2019-2020
- Campionato saudita: 1

Al-Ittihād: 2022-2023